# (16036) Moroz
(16036) Moroz est un astéroïde de la ceinture principale.

## Description
(16036) Moroz est un astéroïde de la ceinture principale. Il fut découvert le 10 avril 1999 à la station Anderson Mesa par le programme LONEOS. Il présente une orbite caractérisée par un demi-grand axe de 2,74 UA, une excentricité de 0,15 et une inclinaison de 7,1° par rapport à l'écliptique.

## Compléments